# بخش کینگستون (شهرستان دلاور، اوهایو)
بخش کینگستون (به انگلیسی: Kingston Township) یک منطقهٔ مسکونی در ایالات متحده آمریکا است که در شهرستان دلاویر، اوهایو واقع شده‌است.
 بخش کینگستون ۶۱٫۶ کیلومتر مربع مساحت و ۲٬۱۵۶ نفر جمعیت دارد و ۳۰۶ متر بالاتر از سطح دریا واقع شده‌است.